# Аро, Жерар
Жерар Аро (фр. Gérard Araud; род. 20 февраля 1953, Марсель) — французский дипломат.

## Биография
Образование получил в элитных учебных заведениях Лицее Тьера, парижской политехнической школе, Институте политических исследований Парижа, Национальной школе статистики и экономического управления и Национальной школе администрации Франции. В 1982 году поступил на службу в Министерство иностранных дел Франции.
С 1982 по 1984 год был секретарём посольства в Тель-Авиве, с 1985 по 1986 год работал в штаб-квартире ООН в Париже. С 1987 по 1991 год был советником в Вашингтоне, с 1991 по 1993 год снова работал в Париже. В 1993 году — консультант министра обороны Франции Франсуа Леотара. 
С 1995 по 2000 год работал в совете НАТО. 
Работал послом Франции в Израиле (2003—2006), был постоянным представителем Франции при Организации Объединённых Наций в Нью-Йорке (2009—2014), в 2014—2019 годах был послом Франции в США.
Оставив дипломатическую службу, Ж. Аро стал советником израильской компании NSO Group Technologies, занимающейся среди прочего разработкой шпионского ПО Pegasus.